# Steagles
Steagles è il nome di una squadra di football americano creata dalla temporanea fusione di due franchigie della National Football League (NFL), i Pittsburgh Steelers e i Philadelphia Eagles, durante la stagione 1943. Le squadre furono costrette a fondersi a causa della penuria di giocatori causata dell'arruolamento nell'Esercito durante la seconda guerra mondiale. Le fonti ufficiali della NFL si riferiscono alla squadra come "Phil-Pitt Combine". Il nome non ufficiale "Steagles", malgrado il non essere mai stato registrato dalla NFL, rimase quello di uso comune.

## Scelte nel Draft 1943
| Philadelphia Eagles | Philadelphia Eagles | Philadelphia Eagles     | Philadelphia Eagles | Philadelphia Eagles |  | Pittsburgh Steelers | Pittsburgh Steelers | Pittsburgh Steelers | Pittsburgh Steelers | Pittsburgh Steelers  |
| Giro                | Scelta              | Giocatore               | Ruolo               | College             |  | Giro                | Scelta              | Giocatore           | Ruolo               | College              |
| 1                   | 2                   | Joe Muha                | Fullback            | VMI                 |  | 1                   | 7                   | Bill Daley          | Fullback            | Minnesota            |
| 2                   | 12                  | Lamar "Racehorse" Davis | Back                | Georgia             |  | 2                   | nessuna scelta      | nessuna scelta      | nessuna scelta      | nessuna scelta       |
| 3                   | 17                  | Roy "Monk" Gafford      | Back                | Auburn              |  | 3                   | 22                  | Jack Russell        | End                 | Baylor               |
| 4                   | 27                  | Bob Kennedy             | Back                | Washington State    |  | 4                   | nessuna scelta      | nessuna scelta      | nessuna scelta      | nessuna scelta       |
| 5                   | 32                  | Al "Ox" Wistert         | Tackle              | Michigan            |  | 5                   | 37                  | Harry Connolly      | Back                | Boston College       |
| 6                   | 42                  | Bruno Banducci          | Guard               | Stanford            |  | 6                   | 47                  | Lou Sossamon        | Center              | South Carolina       |
| 7                   | 52                  | Walt Harrison           | Center              | Washington          |  | 7                   | 57                  | Al Ratto            | Center              | St. Mary's (CA)      |
| 8                   | 62                  | Bruce Alford            | End                 | Texas Christian     |  | 8                   | 67                  | Ray Curry           | End                 | St. Mary's (CA)      |
| 9                   | 72                  | Rocco Canale            | Guard               | Boston College      |  | 9                   | 77                  | Ed Murphy           | End                 | Holy Cross           |
| 10                  | 82                  | Bill Conoly             | Tackle              | Texas               |  | 10                  | 87                  | Dick Dwelle         | Back                | Rice                 |
| 11                  | 92                  | John Billman            | Guard               | Minnesota           |  | 11                  | 97                  | Al Wukits           | Center              | Duquesne             |
| 12                  | 102                 | Jack Donaldson          | Tackle              | Pennsylvania        |  | 12                  | 107                 | Joe Repko           | Tackle              | Boston College       |
| 13                  | 112                 | Bill Erickson           | Center              | Georgetown (DC)     |  | 13                  | 117                 | Pete Boltrek        | Tackle              | North Carolina State |
| 14                  | 122                 | George Weeks            | End                 | Alabama             |  | 14                  | 127                 | Mort Shiekman       | Guard               | Pennsylvania         |
| 15                  | 132                 | Russ Craft              | Back                | Alabama             |  | 15                  | 137                 | Milt Crain          | Back                | Baylor               |
| 16                  | 142                 | Paul Darling            | Back                | Iowa State          |  | 16                  | 147                 | Max Kielbasa        | Back                | Duquesne             |
| 17                  | 152                 | Walt Gorinski           | Back                | Louisiana State     |  | 17                  | 157                 | Nick Skorich        | Guard               | Cincinnati           |
| 18                  | 162                 | Bob Friedman            | Tackle              | Washington          |  | 18                  | 167                 | Jackie Field        | Back                | Texas                |
| 19                  | 172                 | Johnny Bezemes          | Back                | Holy Cross          |  | 19                  | 177                 | Felix Bucek         | Guard               | Texas A&M            |
| 20                  | 182                 | Chet Mutryn             | Back                | Xavier              |  | 20                  | 187                 | Johnny Welsh        | Back                | Pennsylvania         |
| 21                  | 192                 | Baptiste Manzini        | Center              | St. Vincent's       |  | 21                  | 197                 | Tony Compagno       | Back                | St. Mary's (CA)      |
| 22                  | 202                 | Bernie Gillespie        | End                 | Scranton            |  | 22                  | 207                 | Willie Zapalac      | Back                | Texas A&M            |
| 23                  | 212                 | Jay "Mule" Lawhon       | Tackle              | Arkansas            |  | 23                  | 217                 | George Bain         | Tackle              | Oregon State         |
| 24                  | 222                 | Vince Zachem            | Center              | Morehead State      |  | 24                  | 227                 | Harry Wynne         | Tackle              | Arkansas             |
| 25                  | 232                 | Joe Schwarting          | End                 | Texas               |  | 25                  | 237                 | Joe Cibulas         | Tackle              | Duquesne             |
| 26                  | 242                 | Bob Neff                | Tackle              | Notre Dame          |  | 26                  | 247                 | Bill Yambrick       | Center              | Western Michigan     |
| 27                  | 252                 | Art Macioszczyk         | Back                | Western Michigan    |  | 27                  | 257                 | Jack Freeman        | Guard               | Texas                |
| 28                  | 262                 | Jim Arata               | Tackle              | Xavier              |  | 28                  | 267                 | Joe Goode           | Back                | Duquesne             |
| 29                  | 272                 | Wally Scott             | End                 | Texas               |  | 29                  | 277                 | Jack Durishan       | Tackle              | Pittsburgh           |
| 30                  | 282                 | Stan Jaworowski         | Tackle              | Georgetown (DC)     |  | 30                  | 287                 | Fritz Lobpries      | Guard               | Texas                |
| 31                  | nessuna scelta      | nessuna scelta          | nessuna scelta      | nessuna scelta      |  | 31                  | 292                 | Art Jones           | Back                | Haverford            |
| 31                  | nessuna scelta      | nessuna scelta          | nessuna scelta      | nessuna scelta      |  | 32                  | 297                 | Bob Ruman           | Back                | Arizona              |

## Calendario

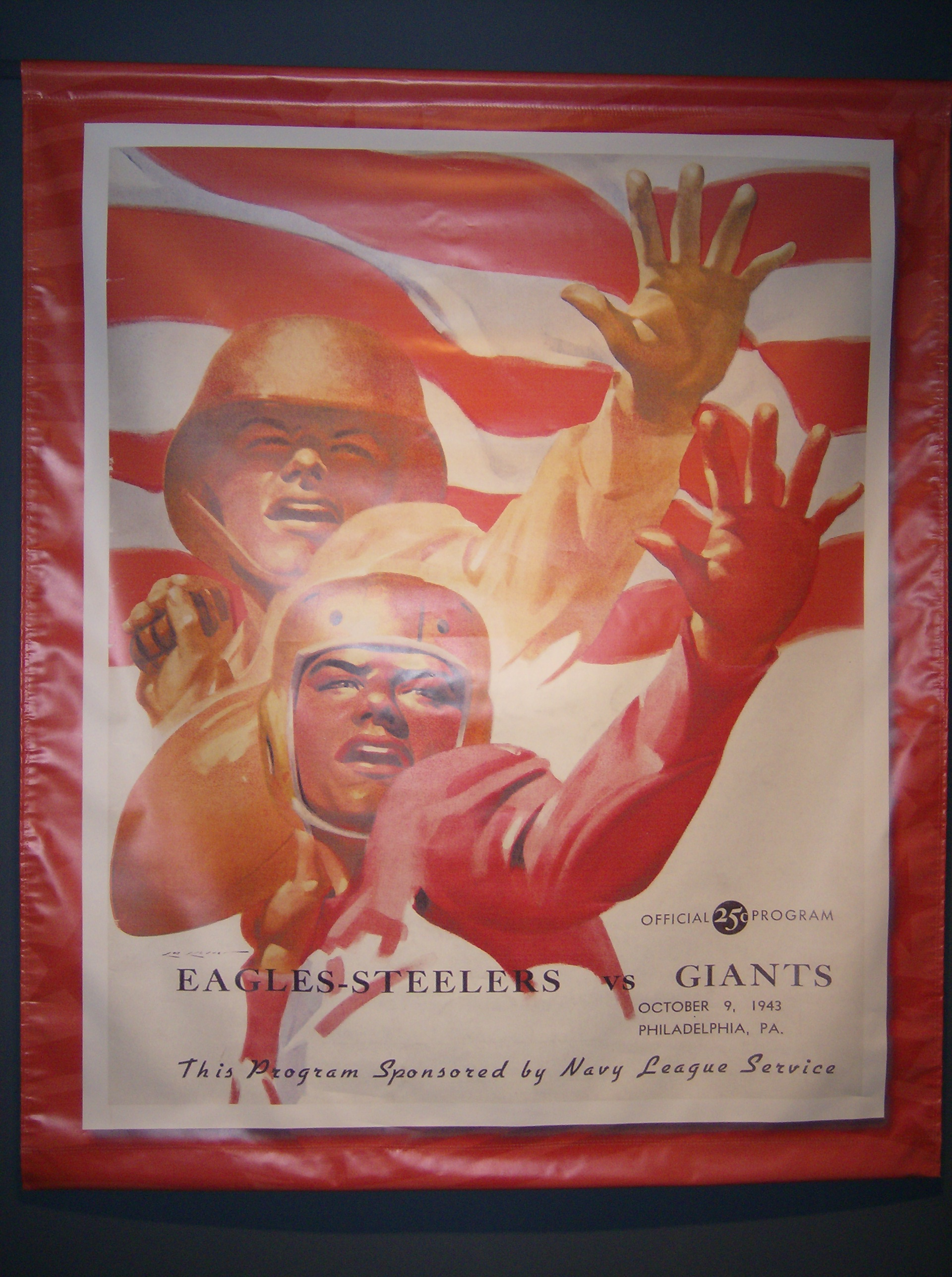
Pittsburgh-Philadelphia "Steagles" vs. New York Giants allo Shibe Park
9 ottobre 1943

| Turno | Data       | Ora         | Avversario          | Risultato | Record | Stadio           | Pubblico | Nota   |
| ----- | ---------- | ----------- | ------------------- | --------- | ------ | ---------------- | -------- | ------ |
| 1     | 2/10/1943  | sera        | Brooklyn Dodgers    | V 17–10   | 1–0    | Shibe Park       | 11,131   | [ 3 ]  |
| 2     | 9/10/1943  | sera        | New York Giants     | V 28–14   | 2–0    | Shibe Park       | 15,340   | [ 4 ]  |
| 3     | 17/10/1943 | giorno      | Chicago Bears       | S 48–21   | 2–1    | Wrigley Field    | 21,744   | [ 5 ]  |
| 4     | 24/10/1943 | 2:30 pm EDT | New York Giants     | S 42–14   | 2–2    | Polo Grounds     | 42,681   | [ 6 ]  |
| 5     | 31/10/1943 | giorno      | Chicago Cardinals   | V 34–13   | 3–2    | Forbes Field     | 16,351   | [ 7 ]  |
| 6     | 7/11/1943  | giorno      | Washington Redskins | P 14–14   | 3–2–1  | Shibe Park       | 32,694   | [ 8 ]  |
| 7     | 14/11/1943 | giorno      | Brooklyn Dodgers    | S 13–7    | 3–3–1  | Ebbets Field     | 7,613    | [ 9 ]  |
| 8     | 21/11/1943 | 2:30 pm EDT | Detroit Lions       | V 35–34   | 4–3–1  | Forbes Field     | 23,338   | [ 10 ] |
| 9     | 28/11/1943 | giorno      | Washington Redskins | V 27–14   | 5–3–1  | Griffith Stadium | 35,540   | [ 11 ] |
| 10    | 5/12/1943  | giorno      | Green Bay Packers   | S 38–28   | 5–4–1  | Shibe Park       | 34,294   | [ 12 ] |